# Zoltán Bükszegi
Zoltán Bükszegi (Budapest, 16 dicembre 1975) è un ex calciatore ungherese, di ruolo attaccante.

## Palmarès

### Club

#### Competizioni nazionali
- Coppa delle Fær Øer: 1

Víkingur Gøta: 2009